# Café du Dôme

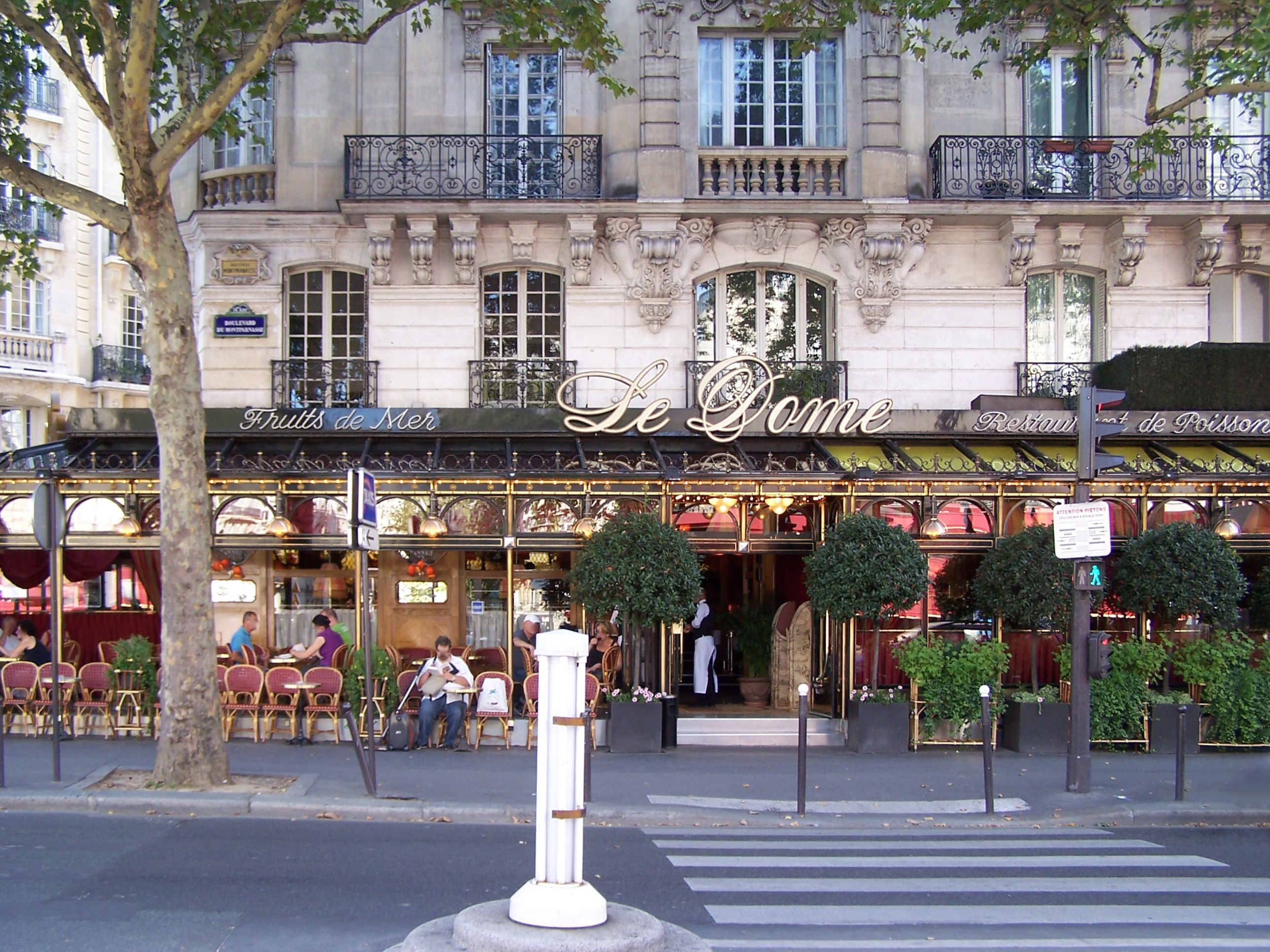
Le Dôme - Paris

El Café du Dôme, también llamado simplemente Le Dôme, es un restaurante parisino en el Distrito de Montparnasse ( Distrito XIV ) inaugurado en 1898 en el número 108 del Boulevard du Montparnasse, en la esquina con la Rue Delambre.

## Historia
El establecimiento fue fundado en 1898 por Paul Chambon originario de Auvernia .

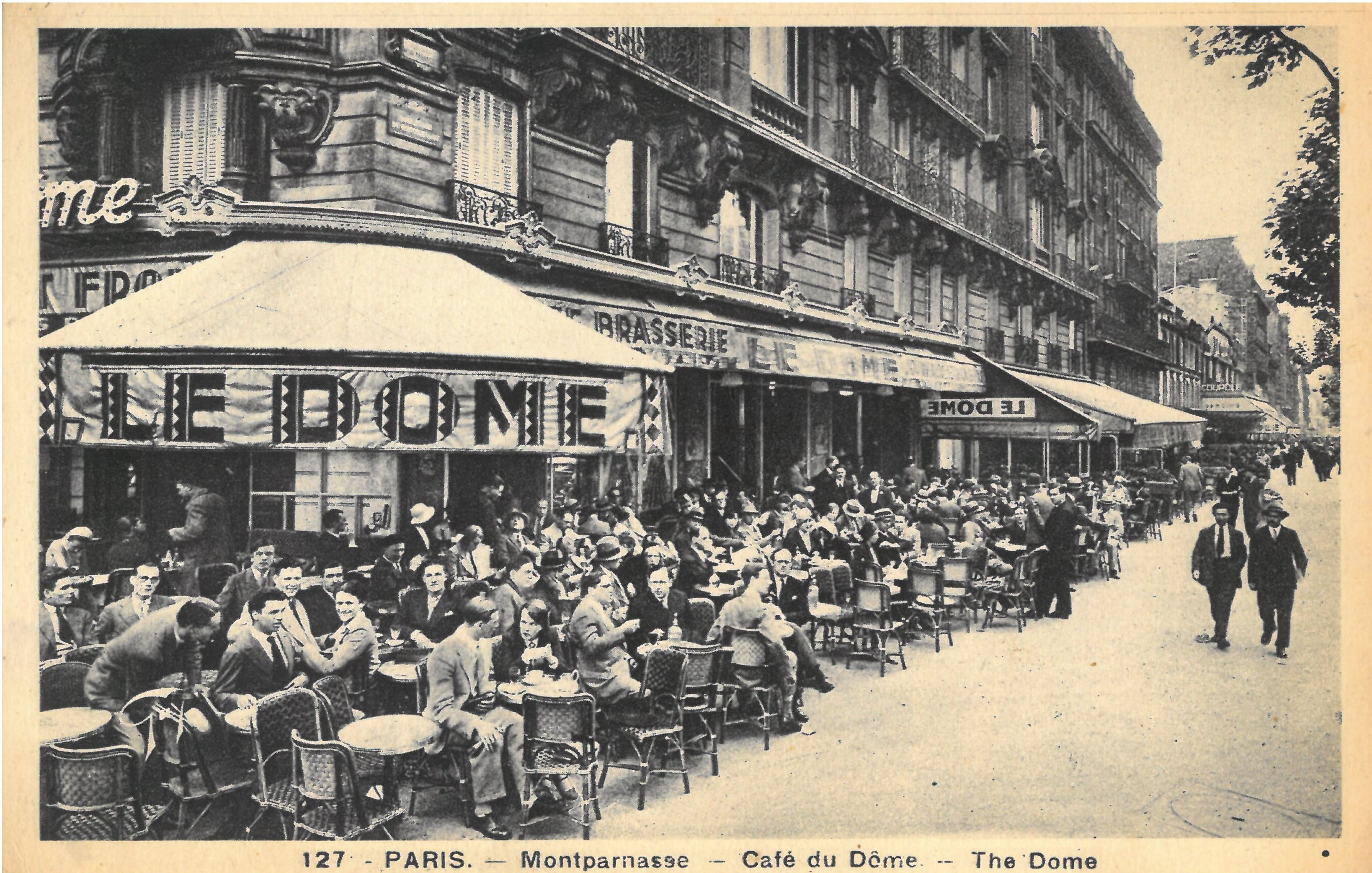
El Café du Dôme a principios del.

Desde principios del siglo XX, el Café du Dôme es reconocido como un lugar de encuentro intelectual. Conocido como el "café angloamericano», es el café más concurrido de Montparnasse. 
Según Mark King: "Fuente y difusor de chismes, proporcionó intercambio de mensajes y un mercado informal de destinos artísticos y literarios." Frecuentado por pintores, escultores, escritores, poetas, modelos, amantes del arte y comerciantes famosos o que pronto lo serán, Le Dôme se convirtió en un punto focal para los artistas que residían en la orilla izquierda de París. Con el tiempo se convirtió en el lugar de reunión de la colonia literaria estadounidense. Antes de la Primera Guerra Mundial, Le Dôme era el café más popular y chic de Montparnasse; La Rotonde era menos visible.
En aquella época, un artista pobre podía permitirse una salchicha de Toulouse y un plato de puré por el equivalente a un euro. Hoy en día es un restaurante de pescado de alta gama, al que la Guía Michelin concedió una estrella en el pasado, con una decoración confortable a la antigua usanza. La crítica gastronómica Patricia Wells dijo: « Sólo podía cenar en el Dôme una vez a la semana, deleitándome con platos de ostras saladas y su incomparable lenguado a la meunière».
El Dôme es propiedad de Maxime Bras, cuyo padre lo compró en 1970. En 2015, la facturación ascendió a 5 millions de euros, con unas pérdidas de 429 000 euros debido a la caída de asistencia, en parte relacionada con los atentados del 7 de enero a Charlie Hebdo y del 13 de noviembre.

## Citas literarias
El Café du Dôme aparece, entre otros, en los siguientes textos y libros:
- Sándor Márai, Los extraños, 1931 y Confesiones de un burgués, 1934.
- Simone de Beauvoir, El invitado, París, Gallimard, 1943. La fuerza de la edad, 1960.
- Aleister Crowley, John St. John El registro del retiro mágico de GH Frater.
- Anna Gmeyner, Café du Dôme, Londres, Hamish Hamilton, 1941.
- Ernest Hemingway, "Con Pascin en el Dôme", en París era una fiesta, 1964 y Fiesta, 1933.
- William Somerset Maugham, El filo de la navaja, Nueva York, Doubleday, 1944.
- Henry Miller, Trópico de Cáncer, 1945.
- Elliot Paul, El misterioso Mickey Finn: o asesinato en el Café Du Dôme, Nueva York, Modern Age Books, 1939.
- Jean-Paul Sartre, La edad de la razón, París, Gallimard, 1945.
- Palabras desde París, de Édith Piaf [4].
- En la película Le Tatoué, Jean Gabin dice que se hizo tatuar su Amedeo Modigliani en el Café du Dôme de Montparnasse.
- En la novela Sadorski y el ángel del pecado de Romain Slocombe donde uno de los personajes relata que el Dôme había colgado el siguiente cartel en alemán en 1940: “Entrada prohibida a soldados y civiles alemanes".
- En el café tiene lugar una secuencia de la película Cléo de 5 à 7 de Agnès Varda, estrenada en 1962.

## Domiers
El término " Domiers" fue inventado para designar al grupo internacional de artistas visuales y literarios que se reunían en el Café du Dôme y del cual forman parte:
|  | - Robert Capa (1913-1954) - Henri Cartier-Bresson (1908-2004) - Aleister Crowley (1875-1947) - Max Ernst (1891-1976) - Alexandre Frenel (1899-1981) - Tsugouharu Foujita (1886-1968) - Paul Gauguin (1848-1903) - Ismael de la Serna (1898-1968) - Ernest Hemingway (1899-1961) - Franz Hessel (1880-1941) - Hélène Hessel (1886-1982) - Elmyr de Hory (1906-1976) - Gibran Khalil Gibran (1883-1931) - Vassily Kandinsky (1866-1944) - Moïse Kisling (1891-1953) - Eva Kotchever (1891-1943) - Lénine (1870-1924) - Marie Laurencin (1883- 1956) | - Sinclair Lewis (1885-1951) - Willy Maywald (1907-1985) - Henry Miller (1891-1980) - Anaïs Nin (1903-1977) - Amedeo Modigliani (1884-1920) - Jules Pascin (1885-1930) - Pablo Picasso (1881-1973) - Ezra Pound (1885-1972) - Man Ray (1890-1976) - Henri Pierre Roché (1879-1959) - Chaïm Soutine (1893-1943) - Gerda Taro (1910-1937) - Paul Thesing (1882-1955) - Otto von Wätjen (1881-1942) |